# Nothoderodontus gourlayi
Nothoderodontus gourlayi is een keversoort uit de familie tandhalskevers (Derodontidae). De wetenschappelijke naam van de soort is voor het eerst geldig gepubliceerd in 1959 door Crowson.